# میل نهایی به مصرف
در اقتصاد، میل نهایی به مصرف (MPC) معیاری است که مصرف القایی را تعیین می‌کند، این بدان مفهوم است که افزایش در هزینه‌های مصرف کننده (مصرف) با افزایش در درآمد قابل تصرف (درآمد پس از مالیات و انتقالات) رخ می‌دهد. سهم درآمد قابل تصرف که هزینه شخصی روی مصرف می‌باشد با نام میل به مصرف شناخته شده است. MPC قسمتی از درآمد اضافی است که فرد برای مصارف شخصی خرج می‌کند. برای مثال اگر اگر خانواری یک دلار اضافی از درآمد قابل تصرف به دست‌آورد و میل نهایی به مصرف ۰٫۶۵ باشد پس خانوار از آن یک دلار ۶۵ سنت را خرج و ۳۵ سنت را پس‌انداز خواهد کرد. بدیهی است که آن خانوار نمی‌تواند بیشتر از یک دلار اضافی خرج کند (بدون استقراض).
برطبق نظریه جان مینارد کینزمیل نهایی به مصرف کمتر از یک است.

## پس زمینه
از لحاظ ریاضی، {\displaystyle {\mathit {MPC}}} از مشتق تابع مصرف {\displaystyle C} نسبت به درآمد قابل تصرف {\displaystyle Y} یعنی شیب لحظه‌ای منحنی مصرف به دست می‌آید.
{\displaystyle {\mathit {MPC}}={\frac {dC}{dY}}}
یا به‌طور تقریبی:
{\displaystyle {\mathit {MPC}}={\frac {\Delta C}{\Delta Y}}} که در آن {\displaystyle \Delta C} تغییر در مصرف و {\displaystyle \Delta Y} تغییر در درآمد قابل تصرف می‌باشد که تولید مصرف است.
میل نهایی به مصرف را می‌توان با تقسیم تغییر در میزان مصرف به وسیله یک تغییر در درآمد به دست‌آورد.
MPC را می‌توان با یک مثال ساده توضیح داد:
| درآمد | مصرف |
| ----- | ---- |
| ۱۲۰   | ۱۲۰  |
| ۱۸۰   | ۱۷۰  |

در اینجا MPC برابر با۰٫۸۳ است.
برای مثال فرض کنید که به همراه چک حقوقیتان مساعده دریافت کردید و آن $۵۰۰ بیشتر از حقوق عادی سالانه شماست. شما به‌طور ناگهانی ۵۰۰ دلار بیشتر از درآمدی که پیش از این به دست می‌آوردید دارید. اگر شما تصمیم به صرف ۴۰۰ دلار از این افزایش درآمد نهایی در کسب و کار جدید کت و شلوار بگیرید میل نهایی به مصرف شما ۰٫۸ خواهد شد ({\displaystyle \$400/\$500}).

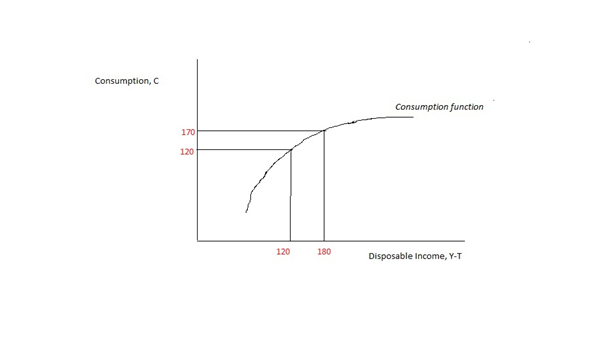
شکل بالا تابع مصرف را نشان می‌دهد. شیب تابع مصرف به ما می‌گوید که به ازای یک واحد افزایش در درآمد قابل تصرف، مصرف چه مقدار افزایش می‌یابد. این بدین معناست که MPC شیب تابع مصرف می‌باشد.

میل نهایی به مصرف از نسبت تغییر در مصرف به تغییر در درآمد به دست می‌آید و در نتیجه به ما عددی بین ۰ و ۱ می‌دهد. MPC می‌تواند بیش از یک باشد اگر موضوع پول قرض گرفته شده یا خرج کردن تمام پس‌انداز برای تأمین مالی هزینه‌های بالاتر از درآمد خود را باشد. MPC نیز می‌تواند کمتر از صفر باشد اگر افزایش درآمد منجر به کاهش در مصرف شود (که ممکن است رخ دهد به عنوان مثال اگر افزایش در درآمد سبب شود تا درآمد برای پس‌انداز کردن و نگهداری برای یک خرید خاص ارزشمند شود). یک منهای MPC برابر با میل نهایی به پس‌انداز (در یک اقتصاد دو بخشی بسته) می‌باشد که در اقتصاد کینزی بسیار حائز اهمیت است و یک متغیر کلیدی در تعیین ارزش چند برابر یا ارزش ضریب تکاثر است.
در یک مدل کینزی استاندارد MPC کمتر از متوسط میل به مصرف (APC) است زیرا که در کوتاه مدت برخی از مصارف (مصرف مستقل) با درآمد تغییر نمی‌کند. کاهش (افزایش) درآمد نمی‌تواند منجر به کاهش (افزایش) در مصرف شود چون مردم پس‌انداز را برای ایجاد ثبات در مصرف کاهش می‌دهند (افزایش می‌دهند). در بلند مدت هر جا ثروت و درآمد افزایش یابد مصرف نیز افزایش می‌یابد؛ میل نهایی به مصرف به واسطهٔ درآمد بلند مدت، به میل متوسط به مصرف نزدیکتر است.
MPC به شدت تحت تأثیر نرخ بهره نیست؛ مصرف تمایل به ثبات نسبی به درآمد دارد. در تئوری ممکن است شخصی فکر کند که نرخ بهره بالاتر سبب پس‌انداز بیشتر (اثر جانشینی) شود اما هدف نرخ‌های بهره بالاتر این نیست که مردم مقدار زیادی برای آینده پس‌انداز کنند.
اقتصاد دانان اغلب بین میل نهایی به مصرف به واسطهٔ درآمد همیشگی و میل نهایی به مصرف به واسطهٔ درآمد زود گذر یا موقتی تمایز قائل می‌شوند زیرا اگر مصرف کننده انتظار داشته باشد تا تغییر در درآمد همیشگی شود، پس مصرف کنندگان محرک و مشوق بزرگتری را برای افزایش در مصرف خود دارند. این مطلب بدین مفهوم است که ضریب تکاثر نظریه کینزین باید در پاسخ به تغییرات همیشگی در درآمد بزرگتر از ضریب تکاثر در پاسخ به تغییرات موقتی در درآمدباشد (گرچه نظریات کینزین‌های اولیه این موضوع مسئله را نمی‌پذیرد). با این وجود، تمایز بین تغییرات همیشگی و موقتی در درآمد اغلب در عمل بسیار موشکافانه است و برای تشخیص اینکه تغییر در درآمد به صورت همیشگی است یا موقتی اغلب کاملاً سخت می‌باشد. چیزی که مهم است این است که، میل نهایی به مصرف باید همچنین تحت تأثیر عواملی همچون نرخ بهره معمولی و سطح عمومیمازاد مصرف کننده که می‌تواند به وسیله خرید هدایت شود باشد.

## MPC و ضریب تکاثر
اهمیت MPC به نظریه ضریب تکاثر بستگی دارد. MPC مقدار ضریب تکاثر را تعیین می‌کند. هرچه MPC بیشتر باشد، ضریب تکاثر بیشتر می‌شود و بالعکس. ارتباط بین ضریب تکاثر و میل به مصرف به شرح زیر است:
{\displaystyle Y=C+I}
{\displaystyle \Delta Y=\Delta C+\Delta I}
{\displaystyle \Delta Y=c\Delta Y+\Delta I} ({\displaystyle c} همان {\displaystyle {\mathit {MPC}}})
{\displaystyle \Delta Y-c\Delta Y=\Delta I}
{\displaystyle \Delta Y(1-c)=\Delta I}
{\displaystyle \Delta Y={\frac {\Delta I}{(1-c)}}}
{\displaystyle {\frac {\Delta Y}{\Delta I}}={\frac {1}{(1-c)}}}
{\displaystyle K={\frac {1}{(1-c)}}} ({\displaystyle K} ضریب تکاثر است و{\displaystyle K={\frac {\Delta Y}{\Delta I}})}
پس MPC همان {\displaystyle c} است و ضریب تکاثر {\displaystyle K} است که برپایهٔ تعریف، برابراست با {\displaystyle 1/(1-MPC)} ، ضریب تکاثر همچنین می‌تواند از MPS (میل نهایی به پس‌انداز) به دست آید که ضریب تکاثر معکوس MPS است، {\displaystyle K=1/{\mathit {MPS}}}
{\displaystyle \Delta C/\Delta Y} (MPC) !!{\displaystyle \Delta S/\Delta Y} (MPS) [{\displaystyle 1-{\mathit {MPC}}}]!! |{\displaystyle K} (ضریب تکاثر)

| ۰    | ۱    | ۱                       |
| ۱/۲  | ۱/۲  | ۲                       |
| ۲/۳  | ۱/۳  | ۳                       |
| ۳/۴  | ۱/۴  | ۴                       |
| ۴/۵  | ۱/۵  | ۵                       |
| ۸/۹  | ۱/۹  | ۹                       |
| ۹/۱۰ | ۱/۱۰ | ۱۰                      |
| ۱    | ۰    | {\displaystyle \infty } |

جدول فوق نشان می‌دهد که اندازه ضریب تکاثر با تغییرات یا نوسانات MPC رابطه مستقیم و با تغییرات MPS رابطه عکس دارد. پس MPC همیشه بزرگتر از صفر و کمتر از یک است (یعنی {\displaystyle 0<{\mathit {MPC}}<1}) و ضریب تکاثر همیشه بین یک تا بی‌نهایت است ({\displaystyle 1<K<\infty }). اگر ضریب تکاثر برابر یک باشد، بدین مفهوم است که همهٔ افزایش درآمد پس‌انداز شده است و چیزی خرج نشده است زیرا که MPC برابر صفر است. به عبارت دیگر اگر ضریب تکاثر برابر بی‌نهایت باشد، MPC برابر یک است و کل افزایش درآمد مصرف می‌شود. این امر به زودی منجر به اشتغال کامل و در اقتصاد و به وجود آمدن تورم خواهد شد که البته به ندرت اتفاق می‌افتد؛ بنابراین ضریب تکاثر بین صفر و یک متغیر است.

## اهمیت MPC
زمانی که درآمد افزایش می‌یابد، MPC کم می‌شود اما بیش از APC. به‌طور مشابه زمانی که درآمد کاهش می‌یابد، MPC افزایش می‌یابد و APC نیز افزایش می‌یابد اما به میزانی کندتر از قبل است. چنین تغییراتی تنها در طول نوسانات دوره‌ای ممکن است در حالی که در کوتاه مدت تغییری در MPC وجود ندارد و {\displaystyle {\mathit {MPC}}<{\mathit {APC}}}. نظریه کینز اصولاً در ارتباط با MPC بود، و تحلیل‌هایش شامل کوتاه مدت می‌شد در حالی که APC مورد استفاده در تحلیل‌های بلند مدت است. اقتصاد دانان پس از کیزین به این نتیجه رسیدند که در بلند مدت APC و MPC برابرند و مقدار آن تقریباً برابر ۰٫۹ می‌باشد. در تحلیل کینزین بهتر به MPC پرداخته شده است. ارزش MPC مثبت و کمتر از واحد در نظر گرفته می‌شود که یعنی زمانی که درآمد افزایش می‌یابد، کل درآمد روی مصرف خرج نمی‌شود. برعکس، زمانی که درآمد کاهش می‌یابد، مصرف به همان نسبت کاهش نمی‌یابد و صفر نمی‌شود. فرض کینزین که میل نهایی به مصرف مثبت اما کمتر از واحد است از یک مفهوم عملی و تحلیلی مهم حاصل می‌شود. به علاوه به ما می‌گوید که مصرف یک افزایش در تابع درآمد است و مصرف با کمتر از گسترهٔ درآمد افزایش می‌یابد. امکان تولید بالقوه مازاد متداول یا تعادل در " حالت بیکاری " که ثبات نسبی یک اقتصاد صنعتی فوق توسعه یافته را نتیجه می‌دهد. برای رسیدن به این ثبات نسبی باید شکاف بین درآمد و مصرف در همهٔ سطوح بالای درآمد وسیع باشد تا بتوان به آسانی آن را با سرمایه‌گذاری اثر بخش که اقتصاد بتواند حول تعادل بیکاری نوسان داشته باشد پر کرد؛ بنابراین مفهوم اقتصادی میل نهایی به مصرف چگونگی پر کردن شکاف بین درآمد و مصرف به واسطه سرمایه‌گذاری برنامه‌ریزی شده برای حفظ داشتن سطح درآمد می‌باشد.

### MPC و نوع کشور
در مورد کشورهای دارای مردم فقیر MPC بیشتر از نمونه‌های دارای مردم ثروتمند است. هنگامی که فردی درآمد بیشتری به دست می‌آورد، هزینه نیازهای اساسی انسان به مقدار یک بخش کوچکتر از این درآمد را به خود اختصاص می‌دهد و متقابلاً میل متوسط به پس‌انداز او بیشتر از این نسبت در شخصی با درآمد کمتر است. میل نهایی به پس‌انداز در طبقه ثروتمندان بیشتر از این نسبت در طبقه نیازمندان است. اگر در هر زمان بخواهیم تا مجموع مصرف را افزایش دهیم پس باید قدرت خرید از طبقه ثروتمند تر (با میل به مصرف پایین) به طبقه نیازمندتر (با میل به مصرف بالاتر) انتقال یابد. همچنین اگر بخواهیم مصرف جامعه را کاهش دهیم باید قدرت خرید را از طبقه فقیر به وسیله مالیات بر مصرف دور کنیم. میل نهایی به مصرف در یک کشور فقیر بالاتر است و در کشور غنی پایین‌تر است. دلیل همان است که در بالا ذکر شد. در مورد کشور غنی، شایع‌ترین نیازهای اساسی مردم قبلاً تأمین شده است و تمام مازاد افزایش درآمد آنها پس‌انداز شده است و در نتیجه میل نهایی به پس‌انداز بالاتر اما میل نهایی به مصرف پایین‌تر است. در یک کشور فقیر از سوی دیگر بسیاری از نیازهای اساسی مردم تأمین نشده باقی می‌ماند به طوری که مازاد افزایش در درآمد به افزایش مصرف منجر می‌شود و در نتیجه میل نهایی به مصرف بالاتر و میل نهایی به پس‌انداز پایین‌تر است. به این دلیل MPC در کشورهای توسعه نیافته آسیا و آفریقا بالاتر و درکشورهای توسعه یافته مانند ایالات متحده و بریتانیا و سنگاپور و آلمان پایین‌تر است.

### میل نهایی به مصرف افراد
به نظر می‌رسد بسیاری از بحث‌های جاری با تکیه بر MPC (میل نهایی به مصرف) می‌باشد که منحصر به هر کشور و همگن در سراسر یک نهاد اقتصادی و تئوری و فرمولهای ریاضی است، به استفاده از این اصطلاح مبادرت می‌ورزد. با این وجود هر کدام از افراد دارای میل نهایی به مصرف هستند و بنابراین میل نهایی به مصرف در سراسر جامعه همگن و مشابه نیست. حتی اگر همگن و مشابه باشد، ماهیت مصارف متفاوت است و مشابه نیست. برخی از مصارف ممکن است خیرخواهانه تر از دیگران (از لحاظ اقتصادی) به نظر برسند؛ بنابراین مصرف باید هدف گذاری شود که جایی که بیشترین سود را داراست صورت گیرد و بنابراین بالاترین میل نهایی به مصرف را به وجود آورد (میل نهایی به مصرف نزدیک به ۱). این مطلب به‌طور سنتی در ساخت و ساز یا دیگر پروژه‌های بزرگ (که همچنین سود مستقیمی را در قالب نتیجه پایانی به ارمغان بیاورد) مورد توجه قرار می‌گیرد. واضح است که برخی از بخش‌های جامعه به احتمال زیاد دارای میل نهایی به مصرف مقداری بیشتر از دیگران هستند. شخصی با بالاتر از میانگین ثروت یا درآمد یا ثروت و درآمد بسیار کم (در کوتاه مدت دارای حداقل ثروت و درآمد)، دارای MPC نزدیک به صفر_هر مازاد درآمدی را پس‌انداز می‌کند. اما برای مثال یک بازنشسته ممکن است میل نهایی به مصرف برابر با یک یا حتی بزرگتر از یک داشته باشد. دلیل این است که یک بازنشسته کاملاً مایل به صرف هر پنی از مازاد درآمد خود است. اگر مازاد درآمد به‌طور منظم به عنوان درآمد اضافی دیده شود و برای آینده تضمین شده باشد، در واقع ممکن است بازنشسته بیش از £۱ اضافی خرج کند. این امر جایی رخ می‌دهد که مازاد درآمد اعتماد به نفس ایجاد می‌کند که فرد نیازی به کنار گذاشتن به عنوان‌های زیادی در قالب پس‌انداز ندارد؛ یا شاید حتی می‌تواند به پس‌اندازهای موجودش تکیه کند. از همه مهم‌تر این مصرف خیلی بیشتر به احتمال زیاد به عنوان مثال در کسب و کارهای کوچک محلی_ مغازه‌های محلی، بارها و دیگر فعالیت‌های اوقات فراغت رخ می‌دهد. این نوع از کسب و کار خود دارای MPC زیاد است و دوباره ماهیت مصرف آنها به احتمال زیاد همان گونه می‌شود یا زنجیره مصرف بعد از کسب و کار و همچنین از یک ماهیت خیر اندیشانه ناشی می‌شود. افراد دیگر با میل نهایی به مصرف بالا شامل تقریباً هر کسی که کم درآمد است مانند دانش آموزان، پدر و مادر با فرزندان جوان و بیکار می‌باشد.